# Crkva sv. Marka Groba u Podudbini
Crkva sv. Marka Groba je bila katolička crkva u Podudbini, kod Udbine. Danas je ruševina.
Crkva sv. Marka Groba podignuta je na mjestu starije romaničke crkve, kako su pokazala arheološka iskapanja poslije Oluje. Kod današnjeg mjesta ove crkve najvjerojatnije je završila Krbavska bitka. S obzirom na broj nađenih grobova u arheološkim iskapanjima poslije Oluje, ovdje je izgleda bila završna faza bitke na Krbavi, gdje su zadnji heroji padali. Po svemu sudeži neki od bili su pokopani u ovoj crkvi, kao i ubijeni svećenici, jer se oni pokapaju u crkvi.
Turci su osvojili Udbinu 1527. godine i vladali cijelim prostorom Krbave i Like (Lički sandžak) sve do austrijsko - turskog rata (1683-1699.), u kojem je na ovim prostorima pod vodstvom popa glagoljaša Marka Mesića masovno sudjelovalo preostalo katoličko stanovništvo, te je 1689. oslobođena Krbava, a zatim i čitava Lika.
Marko Mesić dao je nakon pobjede nad Turcima izgraditi crkvu posvećenu sv. Marku (trostrana apsida, površina poda popločena, stubište na ulazu), koju su katolički vjernici nazvali sv. Marko Grob, po narodnoj predaji da je ovdje pokopan svetac-mučenik i nekoliko tragičnih junaka Krbavske bitke. Crkva sv. Marka Groba bila je simbol obnovljene hrvatske Krbave.
U nazivu je crkve Grob, što očito simbolizira groblje koje je tu nastalo nakon Krbavske bitke. Pronađene su pri arheološkom iskapanju ljudske kosti nabacane bez reda, što sugerira zaključak da je ondje doista bilo neko groblje, što je navelo Marka Mesića da nazove Sv. Marko Grob.
Od 1714. do 1942. od crkve sv. Marka Groba je redovito svake godine, na blagdan svetog Marka, išla procesija preko mosta na Krbavi do župne crkve sv. Nikole Biskupa na Udbini. Velikosrpskim nacionalistima bio je interes da se zatre trag katoličanstva udbinsko-krbavskog kraja i da se širi lažni mit o isključivom srpstvu ovog kraja. Stoga su crkvu razorili 1942. godine, a 1945. njezino je kamenje upotrijebljeno za gradnju ovčarnice.
Prije početka arheoloških istraživanja 1996. na mjestu crkve bio je humak na kojem je križ, postavljen nakon oslobodilačke akcije Oluja. Kad su arheolozi iskapali područje, ispod crkve sv. Marka Groba arheolozi su našli stariju srednjovjekovnu (romaničku?) crkvu s polukružnom apsidom (oko koje je naknadno izgrađena četvrtasta apsida, a sa sjeverne strane kasnije je izgrađena kapelica), i temelje (franjevačkog) samostana sv. Ivana. Nađeni su i rimski novčići i ostatci rimskih spomenika. Radi očuvanja ovog novootkrivenog arheološkog lokaliteta, crkva sv. Marka Groba nije obnovljena nego je nedaleko, cestom sjeverozapadno od ovog mjesta podignuta kapelica u čast sv. Marka Groba (44°32′32″N 15°46′16″E / 44.542165°N 15.7711063°E), koju su 2000. g. izgradili Udbinjani prognani u Drugom svjetskom ratu. Na cijeloj površini iskopa nađene su ljudske kosti i grobovi (istražena su 32 groba) iz 14.i 15. stoljeća. Nadgrobne ploče - monolitni poklopnici pokazuju moguću svezu s bilizima
Danas je ovdje postaja procesije Križnog puta. Prva postaja križnog puta (Kristova i hrvatskog naroda) od crkve sv. Marka Groba do crkve Hrvatskih mučenika na Udbini, "od mjesta stradanja do mjesta nadanja", otkuda redovito na Dan hrvatskih mučenika (11. rujna) kreće procesija.

## Karakteristike
Nalazi se s lijeve strane drvenog mosta preko rječice Krbave. Imala je trostranu apsidu, površinu poda popločanu i stubište na ulazu. Ostatci crkve dimenzija su 7,65 x 5,70 m. Nedaleko su ostatci franjevačkog samostana sv. Ivana (?), srednjovjekovne starohrvatske crkve i grobova.

## Vanjske poveznice
- Hrvatski martirologij  Arhivirana inačica izvorne stranice od 23. travnja 2019. (Wayback Machine) Mjesta značajna za projekt izgradnje Crkve hrvatskih mučenika na Udbini